# Babak Yousefi
Babak Yousefi (* 30. März 1984) ist ein schwedischer Schauspieler und Drehbuchautor.

## Leben und Karriere
Yousefi wurde am 30. März 1984 geboren. Er war jeweils in einer Folge in Spiken und in Leif & Billy zu sehen. 2018 schrieb er das Drehbuch für die Fernsehserie Laxbralla und übernahm zudem eine der Hauptrollen. Außerdem war Yousefi 2021 an dem Film Snälla kriminella beteiligt, in der er ebenfalls das Drehbuch verfasste und eine Rolle spielte. Unter anderem wurde er 2022 für den Film Håkan Bråkan gecastet.

## Filmografie
- 2018: Spiken (Fernsehserie)
- 2018–2023: Laxbralla (Fernsehserie)
- 2019: Leif & Billy (Fernsehserie)
- 2021: Snälla kriminella
- 2022: Håkan Bråkan